# Florence Newell Barbour
Florence Newell Barbour, née le 4 août 1866 à Providence où elle est morte le 24 juillet 1946, est une compositrice et pianiste américaine.

## Biographie
Elle étudie d'abord aux États-Unis avant de voyager en Europe et en Extrême-Orient. Mariée à Clarence Augustus Barbour, elle résidait 323 Montrose Street, puis 151 Saratoga Avenue à Rochester état de New York ; en 1929 elle retourne à Providence 180 Hope Street puis Sheraton Hotel South Angell Street. Elle est la sœur de Grace Newell, elle-même professeure de chant de Jeanette MacDonald.

## Œuvres

### Musique de chambre
- Serenade pour violon et piano (1907)
- Rêverie pour deux violons, violoncelle, alto, basse et piano ou harpe (1908)

### Piano
- Little musical stories (1909)
- Forest sketches, suite for piano (1912)

1. The light of spring
2. A white violet
3. Revel of the wood-nymphs. Scherzo
4. The lure of summer days
5. Carnival of autumn
6. Twilight in the forest
7. The call of winter

- Six Mélodies etudes pour deux pianos (1913)
- Venice (1913)
- A day in Arcady (1915)
- Six Brilliant Compositions (1915)

1. Nature's song of ecstasy
2. Neapolitan dance
3. Caprice hungarian
4. Swaying pine trees
5. Phantom riders
6. The surging sea

- Nature pictures, pour deux pianos (1916)

1. The orchard in bloom
2. Reflections in the meadow brook
3. Summer's return
4. Gathering storm clouds
5. Dance of the autumn leaves

- Days of sunshine (1916)

1. Where the roses bloom. Waltz
2. On the way to the woods
3. The dancing party. Waltz
4. Along the shore
5. Homeward bound. March

- All in a garden fair and other verses (1919)

1. My dream garden
2. Children in the garden
3. Moonlight

- At Chamonix, suite montagnarde pour pianoforte (1929)

### Orgue
- Night song (1922)

### Mélodies
- The sun kissed rose, paroles de la compositrice (1911)
- Childland in song and rhythm, a book for kindergarten and grades, livre I et II, paroles d'Harriet Blanche Jones (1918)

### Musique chorale
- Angels roll the rock away, antienne pour quatuor vocal avec accompagnement d'orgue ou de piano (1913)